# Codia albicans
Codia albicans là một loài thực vật có hoa trong họ Cunoniaceae. Loài này được Vieill. ex Pamp. mô tả khoa học đầu tiên năm 1904.